# Eckhard Wandel
Eckhard Günter Wandel (* 24. November 1942 in Tübingen) ist ein deutscher Wirtschafts- und Sozialhistoriker, Unternehmer, Manager und Unternehmensberater.

## Leben
Wandels Vater war der Unternehmer Friedrich Martin Wandel, seine Mutter Hilde Wandel, geborene Hornung. Friedrich Wandel war bis 1968 geschäftsführender Gesellschafter der Strickwarenfabrik Hornung & Wandel in Kirchentellinsfurt. Eckhard Wandel studierte Volkswirtschaftslehre und Betriebswirtschaftslehre in Tübingen und Berlin und besuchte zudem für zwei Semester die Staatliche Ingenieurschule für Textilwesen in Reutlingen (heute Hochschule Reutlingen). 1968 erhielt er ein Promotionsstipendium in den USA, wurde promoviert und veröffentlichte 1970 seine Dissertation Die Bedeutung der Vereinigten Staaten von Amerika für das deutsche Reparationsproblem 1924–1929.
Nachdem sein Vater aus der Geschäftsführung ausgeschieden war, übernahm Wandel 1969 dessen Position als geschäftsführender Gesellschafter von Hornung & Wandel und übte diese Tätigkeit bis 1973 aus.
1974 ging Wandel ein Beschäftigungsverhältnis an der Universität Tübingen ein, und zwar am Lehrstuhl für Wirtschafts- und Sozialgeschichte, der damals von Karl Erich Born besetzt war. Er war dort bis 1976 als Wissenschaftlicher Angestellter und dann bis 1981 als Wissenschaftlicher Assistent tätig. 1979 habilitierte er sich, als einer von drei Habilitanden während Borns Professur, mit der Arbeit Die Entstehung der Bank deutscher Länder und die deutsche Währungsreform 1948 und erhielt die Venia legendi für Wirtschafts- und Sozialgeschichte. Er konnte nun die Bezeichnung Privatdozent führen und vertrat 1979/1980 auch den Lehrstuhl Borns. Von 1981 bis 1985 wurde er zum Professor auf Zeit für Wirtschafts- und Sozialgeschichte an der Universität Tübingen berufen (Besoldungsgruppe C2). Am 31. März 1985 endete dieses Beschäftigungsverhältnis.
Ab 1. April 1985 war Wandel erneut Unternehmer sowie Geschäftsführer und Vorstand bei verschiedenen Unternehmen. Am 19. September 1985 wurde ihm die Bezeichnung „außerplanmäßiger Professor“ verliehen, die er bis 1996 führte. Von 1991 bis 1994 war er im Auftrag der Treuhandanstalt als Liquidator von insgesamt 28 Unternehmen der DDR tätig. Wandel soll dabei zu den höchstbezahlten Liquidatoren im Auftrag der Treuhandanstalt gehört haben. Der Journalist Michael Jürgs publizierte Zahlen aus einem Zwischenbericht der „Stabsstelle Besondere Aufgaben“ der Treuhandanstalt von 1992, dem zufolge Wandel in einem Ranking der Liquidatoren an achter Stelle gestanden habe und über zehn Millionen DM für seine Tätigkeit erhalten habe. Davon seien gut sechs Millionen DM als „Kosten für qualifizierte Mitarbeiter“ geltend gemacht worden. Dies sei jedoch nur eine vorläufige Summe. Der Journalist Otto Köhler gab später einen Gesamtbetrag von zwanzig Millionen DM an, ohne diese Summe jedoch aufzuschlüsseln.
Rund zehn Jahre nach Ende seiner befristeten Professur büßte Wandel mit Wirkung vom 13. Februar 1996 die Berechtigung ein, die Bezeichnung „Professor“ zu führen. Er verlor seine Lehrberechtigung und seine Zugehörigkeit zur Fakultät.
Später war er Geschäftsführer der „Dr. Wandel Unternehmensberatung GmbH“, die 2013 schließlich liquidiert wurde.

## Schriften
- Die Bedeutung der Vereinigten Staaten von Amerika für das Deutsche Reparationsproblem 1924–1929. Mohr Siebeck, Tübingen 1971, ISBN 3-16-331901-7 (Zugleich Dissertation an der Universität Tübingen, Fachbereich Wirtschaftswissenschaft 1971).
- Hans Schäffer: Steuermann in wirtschaftlichen und politischen Krisen 1886–1967. Deutsche Verlags-Anstalt, Stuttgart 1974, ISBN 3-421-01682-8.
- Die Entstehung der Bank deutscher Länder und die deutsche Währungsreform 1948. Fritz Knapp Verlag, Frankfurt am Main 1980, ISBN 3-7819-0243-9 (Zugleich Habilitationsschrift an der Universität Tübingen, Wirtschaftswissenschaftliche Fakultät 1979).
- Banken und Versicherungen im 19. und 20. Jahrhundert (= Enzyklopädie deutscher Geschichte. Band 45). R. Oldenbourg Verlag, München 1989, ISBN 3-486-55072-1.